# Бернер, Бруно
Бруно Георг Бернер (нем. Bruno George Berner; род. 21 ноября 1977, Цюрих) — швейцарский футболист, левый защитник; тренер.
Известен по выступлениям за клубы «Грассхоппер», «Фрайбург» и «Базель», а также за национальную сборную Швейцарии.

## Карьера игрока

### Клубная карьера
В профессиональном футболе дебютировал в 1997 году, выступая за команду «Грассхоппер», в которой провёл пять сезонов, приняв участие в 66 матчах чемпионата.
На протяжении 2000 года на правах аренды защищал цвета испанского клуба «Реал Овьедо».
Своей игрой за «Грассхоппер» привлёк внимание представителей тренерского штаба немецкого «Фрайбурга», в состав которого присоединился в 2002 году. Сыграл за немецкий клуб следующие три сезона своей игровой карьеры. Большую часть времени, проведённого в составе «Фрайбурга», был игроком защиты в основном составе команды.
В 2005 году заключил контракт с клубом «Базель», в составе которого провёл следующие два года своей карьеры.
30 января 2007 года Бернер подписал контракт с «Блэкберн Роверс», играл за клуб под 25-м номером. 10 февраля сыграл свой первый матч в Премьер-лиге за «Блэкберн», его команда потерпела поражение с минимальным счётом от «Эвертона». 27 декабря 2007 года сыграл свой второй матч, против «Манчестер Сити». 19 мая 2008 года он был уволен вместе со своим соотечественником, защитником Стефаном Аншо. 3 июля 2008 года Бернер был на просмотре в «Норвич Сити», провёл с командой предсезонную подготовку, однако так и не заключил контракт.
12 сентября 2008 года Бернер подписал трёхлетний контракт с «Лестер Сити», ему был присвоен 31-й номер. Он дебютировал 23 сентября в матче Трофея Футбольной лиги против «Линкольн Сити». Игра завершилась вничью, но его клуб выиграл в серии пенальти 3:2. 24 января 2009 года он забил свой первый гол в чемпионате в ворота «Хаддерсфилд Таун», до этого он не забивал четыре года. В общей сложности он сыграл за команду из Лестера 84 матча в чемпионате, после чего 1 марта 2012 года принял решение о завершении карьеры футболиста.

### Выступления за сборную
15 августа 2001 году Бернер дебютировал в официальных матчах в составе национальной сборной Швейцарии, соперником была Австрия, его команда победила со счётом 2:1. В составе сборной был участником чемпионата Европы 2004 года в Португалии, но так и не сыграл на турнире. Провёл в форме команды 16 матчей, последние из которых — в 2004 году. Бернер надеялся получить место в сборной на чемпионат мира по футболу 2010, но так и не попал в окончательный список из 23 игроков.

## Карьера тренера
С 2013 по 2015 год тренировал молодёжную команду «Цюриха». В ноябре 2016 года он занял тренерский пост в «Туггене», но не смог предотвратить понижение в классе. В сезоне 2017/18 он перешёл в «Кринс» из Первой лиги Промоушен. В первом же сезоне 2017/18 он вывел клуб в Челлендж-лигу. В сезоне 2021/22 тренировал сборные Швейцарии до 19 и до 20 лет. 30 мая 2022 года он был утверждён в качестве главного тренера «Винтертура», который повысился в Суперлигу, он заменил Александра Фрая.
9 июня 2023 года он был назначен новым главным тренером своего первого клуба как игрока — «Грассхоппер» — он подписал контракт два года. На момент его ухода из «Винтертура» у него оставался ещё один год по контракту, но изначально «Грассхоппер» не обнародывал детали назначения Бернера. Под его руководством команда провела неудачный сезон, и после зимнего перерыва 2024 года он был уволен со своей должности 9 апреля. В его последних 13 играх за 2024 год «Грассхопперс» одержали лишь две победы и трижды сыграли вничью. В результате команда опустилась с восьмого на 11-е место в лиге, попав в зону плей-офф на понижение.
23 июня 2025 года он присоединился к «Макартуру» в качестве помощника главного тренера Миле Стерьовски. Бернер и Стерьовски ранее вместе играли в «Базеле».